# Fábry Sándor
Fábry Sándor (Budapest, 1953. november 20. –) magyar író, humorista, műsorvezető, dramaturg, érdemes és kiváló művész. Szerteágazó művészetét a kitűnő verbális és kommunikatív képességeire alapozza és azt sajátos egyedi humorral fűszerezi.

## Élete
A belvárosban nőtt fel, családjával sokáig a Kodály köröndön lakott.
18 évesen, 1972. március 15-én benne volt abban a 200 főnyi tömegben, amely a Batthyány-örökmécsesnél énekelte a Himnuszt, amiért többedmagával izgatás bűntette és szabálysértés miatt előállította a Budapesti Rendőr-főkapitányság. Emiatt az MSZMP Központi Bizottság Tudományos- Kulturális és Közoktatási Osztálya nem javasolta egyetemi továbbtanulásra, ennek ellenére mégis elkezdhette ugyanez év szeptemberében a Pécsi Tanárképző Főiskolát, majd 1976-78 között az Eötvös Loránd Tudományegyetem Bölcsészettudományi Kar magyar–német szakán folytatta tanulmányait. Ezzel párhuzamosan, ugyancsak 1976-78 között elvégezte a Mafilm Filmíró Iskoláját is.
Befejezve tanulmányait a tanári pálya helyett 1978 és 1992 között a Mafilm dramaturg-gyakornoka, majd dramaturgja volt. 1986-ban Jeles Andrással közösen Arc és álarc címmel irodalomtörténeti jelentőségű portréfilmet készített az általa írói munkássága és életszemlélete miatt egyaránt nagyra értékelt Szentkuthy Miklós íróval. 1989-ben indította a Hócipőben a lap egyik legnépszerűbb rovatát, a Dizájn Centert, amelyet vitt magával 1998-ban induló Esti Showder Fábry Sándorral című önálló televíziós műsorába is (a Hócipőt 2002-ben végleg otthagyta). 1992 óta szabadfoglalkozású, rendszeresen publikál különböző lapokban, dramaturgi pályafutása során több mint 40 forgatókönyvet írt szerzőtársával, Kardos Csabával.
Az 1990-es évek elején figyeltek fel először humorára. Rövid idő alatt számos kabaréműsor konferansziéja, önálló betétek szerzője lett a Rádiókabaréban. Az 1998-as humorfesztivál szóvivője volt. 1994-ben a Soros Alapítvány jubileumi (10 éves), ünnepi műsorát vezette nagy sikerrel.
1994–95 között a Merlin Színházban „A pincér közbeszól” című improvizatív önálló esttel lépett fel, majd pedig az Új Színházban tartott önálló komédiás estet „A Fábry” címmel.
1998-ban az Amerikában népszerű late-night talk show-k mintájára indította el az Esti Showder Fábry Sándorral című műsorát, amelyet kezdetben az Magyar Televízió sugárzott, majd az első évad végén átkerült az RTL Klubhoz, ahol 2011-ig futott, kéthetente csütörtökön 21 óra 10 perctől. A szórakoztató produkcióba főleg ismert magyar személyiségeket (írók, költők, színészek, humoristák, sportolók stb.) hívtak meg, de szerepeltek már különböző nemzetiségek, vallások, közszervek (például rendőrség, tűzoltóság) képviselői is, akik általában valamilyen velük megesett humoros történetet meséltek el. A műsor állandó rovata volt a „Dizájn Center”, a show egyik legnépszerűbb eleme, amely főleg az elmúlt 30–40 évben gyártott és a kereskedelemben egykor kapható termékeket vett górcső alá, nosztalgikus emlékeket is megidézve. A műsor ezen részéből DVD is forgalomba került.
2009. szeptember 17-én debütált a Legyen Ön is milliomos! új műsorvezetőjeként. 2012-től visszatért a közmédia képernyőjére, ahol Fábry címmel indított műsort. 2015-ig a műsort az M1 vetítette, majd azóta a Duna csatornán fut.
Televíziós szereplései mellett számos újságban is publikált már. Írásai megjelentek a Playboy, az Elite Magazin, a Filmvilág és a Népszabadság hasábjain.

## Politikai nézetei
Politikailag konzervatív nézeteket vall, a Fidesz – Magyar Polgári Szövetség aktív támogatója. A Terror Háza létrehozásában való közreműködéséért kitüntetést is kapott. A Fidesz-KDNP pártszövetség rendezvényein is felszólalt, bírálva a médiában elmaradt rendszerváltást. Úgy véli, Magyarországon hibásan vezették be a kapitalizmust – a magyar emberek mentálisan még a szocializmusban ragadtak. Ezért a jelenlegi rendszert „kacializmus”-nak nevezi.

## Családja
Szülei id. Fábry Sándor és Kovácsy Éva, akiknek második gyermekeként született, egy bátyja van.
Unokatestvére Fábry Pál Róbert (1934-2007), akinek a fia Fábry Kornél római katolikus segédpüspök.
Született egy fia, Marcell, később (2011. március 7-én) pedig egy lánya, Borbála, akinek édesanyját feleségül is vette. A család Leányfalun él.
2009 januárjában Maliban járt, ahol a nevére vett egy árvát, aki a Fábry Alexandre Alassane Keita Junior nevet kapta. A gyereket Fábry itthonról anyagilag és ajándékokkal is támogatja.

## Főbb alkotásai, szerepei

### Írói, publicisztikai munkássága
- Bacsó Péter–Fábry Sándor: Megint tanú. Filmregény, 1992; Pelikán–Pannon, Bp., 1992 (a nagy sikerű A tanú c. film folytatása könyvben)
- Elfújta a tigris (Wahorn Andrással, 1994)
- Dizájn Center (Hócipő rovata, 1989–2002)
- Dizájn Center (könyv, 2005)
- Showder a javából (Glória, 2006)
- Dizájn Center 2 (könyv, 2007)
- Showder kalendárium; vezető író Fábry Sándor; Scolar, Bp., 2010
- drMáriás–Fábry Sándor: Etűdök rókafűrészre és fröccsöntött szarkára; Kossuth, Bp., 2018

Rendszeresen publikál magazinokban, újságokban, többek között a Playboyban önálló gasztronómiai rovatot vezetett.

### Forgatókönyvíró
- Vámmentes házasság (1980)
- Könnyű testi sértés (1983)
- Ördög vigye (1992)
- Video Blues (1992)
- Megint tanú (1994)
- Magyar pizza (1995)
- Szeressük egymást gyerekek! (1996)

### Dramaturg
- A svéd, akinek nyoma veszett (1980)
- Álombrigád (1983)
- Angyali üdvözlet (1984)
- Céllövölde (1990)
- Sose halunk meg (1992)

### Szerkesztő
Arc és álarc 1-2. – Portréfilm Szentkuthy Miklósról (1989, bemutató 1994, rendező: Jeles András)

### Szereplő
- Itt a szabadság! (1990)
- Roncsfilm (1992)
- Tündérdomb (2000)
- Zsiguli (2004)
- Cadillac Drive (sorozat) (2006)
- Hasutasok (2006)
- Immigrants – Jóska menni Amerika (2008)
- Tabló – Minden, ami egy nyomozás mögött van! (2008)
- Dumafilm[14] (2011)
- Kossuthkifli (sorozat) (2015)
- Brigádnapló (2024)

### Színházi szerepek

#### Előadó
- A Fábry
- Fábry

#### Szereplő
- Fábry Szilveszter

## Díjai
- Karinthy-gyűrű (1996)
- Bonbon-díj (1998, 1999, 2000, 2001, 2002, 2006, 2007)
- Déri János-díj (1998)
- Érdemes művész (2002)
- Eötvös József Sajtódíj (2007)
- Kiváló művész (2018)
- A Veszprémi Állatkert tiszteletbeli állatgondozója 1998 óta.

## Könyvek róla
- Gauland Ágnes: Fábry – Cenzúra Nélkül (2006, Budapest) (ISBN 9630612941)

### Interjúk
- Sulinet interjú
- ma.hu interjúja